# Черен емпетрум
Черен емпетрум (Empetrum nigrum) е целогодишно вечнозелен храст, принадлежащ към семейство Пиренови. Видът е вписан в Червената книга на България като застрашен.

## Разпространение
Черният емпетрум е установен в Азия {Сибир, Китай, Монголия, Япония и Корейския полуостров), Северна Америка (САЩ, Канада, Гренландия и Сен Пиер и Микелон), Европа. Видът се среща и в Южния Атлантик на Фолкландските острови. Еволюционните биолози обясняват поразителното географско разпространение на вида в резултат на мигриращи птици на дълги разстояния, разпространили семената му от север на юг.
В България се среща единствено в планините Пирин и Рила при надморска височина между 2200 и 2700 метра. Представен е от подвид Empetrum nigrum ssp.hermaphroditum.

## Местообитание
Типични местообитания на вида са места като тундрата, смърчовите гори, големи пустеещи земи, скали, каменисти места, около блата. Интересно място, на което се среща са пясъчните дюни на датския остров Фюн. Вирее на почви с ниско съдържание на органични вещества и често образува съобщества с боровинките (Vaccinium spp.). Площта на която се разпростира е около 100 квадратни метра, рядко един декар. Предпочита северното изложение на стръмни или по-полегати склонове при голяма надморска височина. Обикновено е разпространен на границата между алпийския и субалпийския пояс, при от умерен до субарктичен климат.
Черният емпетриум, понякога се отглежда и като декоративно растение в алпинеуми, особено сорт „Лучия“. Растението което се отглежда като градинско предпочита кисели почви, сенчести и влажни места. Предназначението му е за консумация на плодовете, за правене на лилава боя, или като декорация на градината.

## Описание
Видът е вечнозелен храст. Стъблата са полегнали или приповдигащи се, невкореняващи се. Достигат дължина до 50 cm. Листата са дълги 3 – 7 mm, широки 1 – 2 mm, предимно елептични до продълговатоелептични, 2 – 4 пъти по-дълги отколкото широки. Чашелистчетата и венчелистчетата са с дължина около 1,5 mm, продълговати, зеленикаворозови до червеникавопурпурни. Цветовете обикновено двуполови, с тичинки, запазващи се при плода. Плодът костилка с диаметър от 5 mm, черен. Цъфтежът е през юли-август, а плодовете узряват през август-септември. Опрашва се от насекоми. Размножава се със семена.